# Comté de De Baca
Cet article possède un paronyme, voir Baca.
Le comté de De Baca est l’un des 33 comtés de l’État du Nouveau-Mexique, aux États-Unis. Il a été fondé le 28 février 1917 et nommé en hommage à Ezequiel C. de Baca, second gouverneur dans l’histoire de l’État.
Le siège du comté est Fort Sumner.

## Comtés adjacents
- Comté de Guadalupe, Nouveau-Mexique (nord)
- Comté de Quay, Nouveau-Mexique (nord-est)
- Comté de Roosevelt, Nouveau-Mexique (est)
- Comté de Chaves, Nouveau-Mexique (sud)
- Comté de Lincoln, Nouveau-Mexique (ouest)